# Slynka
Slynka (russisch Злынка) ist eine Kleinstadt in der Oblast Brjansk (Russland) mit 5507 Einwohnern (Stand 14. Oktober 2010).

## Geografie
Die Stadt liegt in der Dneprniederung etwa 225 km südwestlich der Oblasthauptstadt Brjansk am gleichnamigen Flüsschen Slynka, einem linken Nebenfluss der Iput im Flusssystem des Dnepr.
Slynka, die kleinste Stadt der Oblast, ist seit 1988 Verwaltungszentrum eines gleichnamigen Rajons.

## Geschichte
Slynka entstand 1702 als Siedlung von Altorthodoxen um eine seit 1682 bestehende Einsiedelei, benannt nach dem Fluss.
1770 schenkte die Zarin Katharina die Große die umliegenden Ländereien dem Grafen Pjotr Rumjanzew. Ab 1862 entwickelte sich der Ort zu einem bedeutenden Zentrum der Streichholzherstellung mit mehreren Fabriken.
Im Jahre 1925 wurde das Stadtrecht verliehen.
Im Zweiten Weltkrieg wurde Slynka im August 1941 von der deutschen Wehrmacht besetzt und am 27. September 1943 von Truppen der Brjansker Front der Roten Armee während des Vorrückens in Richtung Tschernihiw und Prypjat zurückerobert.
Weite Teile des Rajons wurden durch die Katastrophe von Tschernobyl 1986 radioaktiv verstrahlt und sind heute unbewohnbares Sperrgebiet.

### Bevölkerungsentwicklung
| Jahr | Einwohner |
| ---- | --------- |
| 1897 | 4209      |
| 1926 | 6400      |
| 1939 | 8754      |
| 1959 | 6003      |
| 1970 | 6106      |
| 1979 | 5904      |
| 1989 | 5586      |
| 2002 | 5372      |
| 2010 | 5507      |

Anmerkung: Volkszählungsdaten (1926 gerundet)

## Kultur und Sehenswürdigkeiten
Slynka war eines der Zentren der Altorthodoxie des westlichen Zentralrusslands. In der Stadt ist eine Reihe von Wohn- und öffentlichen Gebäuden, teils mit reichen Holzschnitzereien, aus dem 18. und 19. Jahrhundert sowie einige Kirchen erhalten.

## Wirtschaft und Infrastruktur
In Slynka gibt es Betriebe der Holzwirtschaft und der Möbelindustrie (seit 1934 an Stelle der früheren Streichholzfabrik) sowie der Lebensmittelindustrie, deren Entwicklung jedoch durch die Folgen der Katastrophe von Tschernobyl beeinträchtigt ist.
Die Station Slynka liegt sieben Kilometer nördlich der Stadt an der 1887 durchgängig eröffneten Eisenbahnstrecke Brjansk–Homel–Brest (Belarus), einer Strecke der damaligen Polessje-Eisenbahnen (Streckenkilometer 228).
Die Fernstraße M13 Brjansk–belarussische Grenze und ebenfalls weiter über Homel Richtung Brest führt nördlich an Slynka vorbei.